# Giovanni Battista Bossi

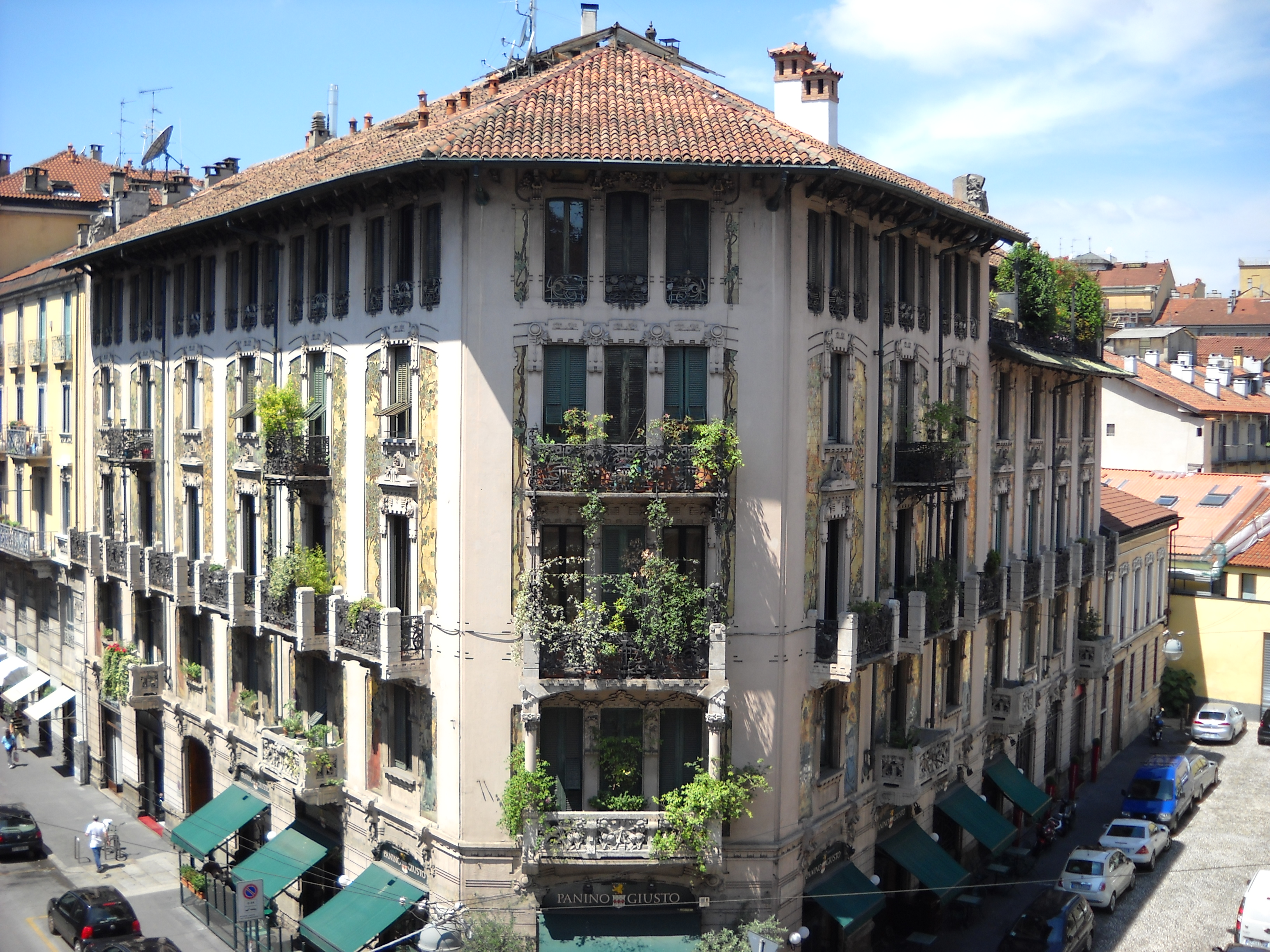
Casa Galimberti, via Malpighi 3, Milano

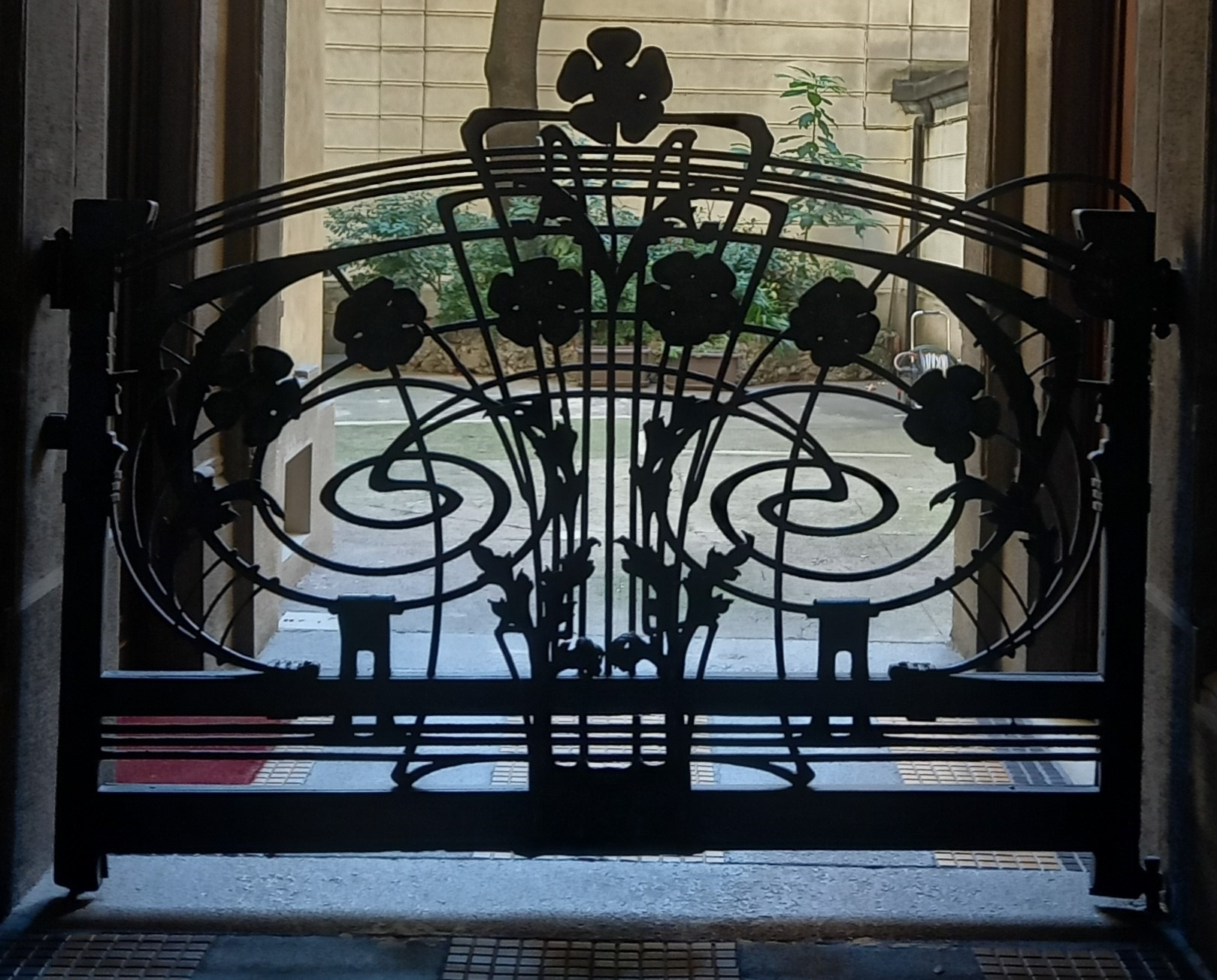
Casa Guazzoni, cancello del Mazzucotelli nell'androne

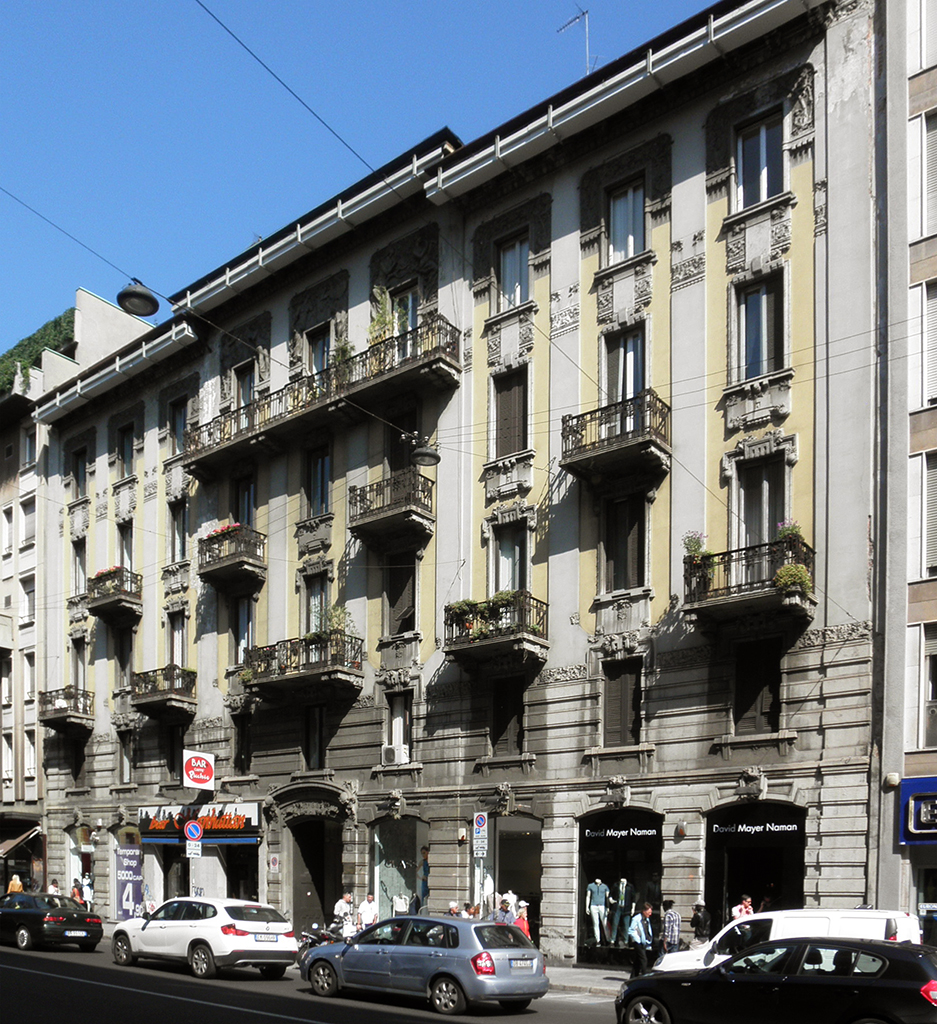
Edificio in corso Buenos Aires 66

Giovanni Battista Bossi (Novara, 5 maggio 1864 – Milano, 26 luglio 1924) è stato un architetto italiano, progettista di importanti edifici Liberty a Milano.

## Biografia
Figlio di Francesco, architetto, e di Teresa Arena fu indirizzato agli studi di ingegneria dal padre che lo iscrisse al Politecnico di Pavia. Si sentì tuttavia attratto verso più la pittura e dopo un anno si iscrisse all'Accademia di Brera dove studiò sotto la guida del pittore Eugenio Gignous.
Nel 1888 sposò Ida Gadda, figlia dell'imprenditore edile Pietro Gadda, per il quale svolse molta della sua attività di architetto (casa Gadda, casa Bossi, Edicola Gadda). Abbandonò l'accademia e si iscrisse ad una scuola speciale di architettura dove nel 1889 ottenne un premio con medaglia di bronzo nella terza classe della scuola di architettura elementare e una menzione onorevole alla scuola di prospettiva.
Nel 1891 riportò menzione onorevole al quarto anno e nel 1894 ottenne la qualifica di professore di disegno architettonico.
Nel 1900 fu eletto socio onorario dell'Accademia di Brera e in seguito fece anche parte della Consulta Archeologica.
Lavorò fino al 1904 in via Fatebenefratelli 21, in seguito si trasferì in Piazza Oberdan 4, per meglio seguire i lavori di Casa Alessio e Casa Bossi in zona Monforte.
Nel 1905 fece parte della redazione dell'Architettura Italiana e della Commissione Esaminatrice della Facoltà di Architettura del Politecnico di Milano, insieme agli architetti Giuseppe Sommaruga, Moretti, Ulisse Stacchini, nel 1910 fu nominato Cavaliere dell'Ordine della Corona d'Italia.
Nel 1906 partecipò all'Esposizione Internazionale del Sempione per la quale aveva progettato il classicheggiante Padiglione della Pace.
La sua produzione rallentò, e in seguito terminò, a causa della prima guerra mondiale, la sua ultima opera fu infatti il progetto della casa dei fratelli Conti in corso Magenta 84, ultimata nel 1913.
Morì nel 1924 all'età di sessant'anni.
Secondo C. Guenzi «rispetto alla produzione di un Moretti, di un Sommaruga, più monumentale e appariscente, quella di Bossi è in realtà molto più significativa, dal punto di vista tipologico, per la ricerca di penetrare oltre le facciate: le piante delle case di abitazione di G.B. Bossi sono progettate con perizia, con economia di spazio, le soluzioni anche di aerazione, di luce, vani scale e vani tecnici sono così ingegnose da far collocare la sua opera ad un livello assolutamente diverso dalla maggior parte dei contemporanei».

## Progetti e realizzazioni
- 1884 progetto di completamento di Piazza Duomo a Milano
- 1885-1889 Casa Rotta in Corso Vercelli 38 ang. Via Belfiore
- 1893 Casa Gadda (Milano, Piazza Castello 20) in stile eclettico, nella quale abitò lui stesso
- 1903 Edicola Biffi (Cimitero Monumentale di Milano), costruita per l'industriale chimico Antonio Biffi in stile romantico con accenni all'architettura bizantina
- 1902-1905 Casa Galimberti (Milano, via Malpighi 3, angolo via Sirtori), considerato uno degli edifici più belli del liberty milanese con una ricchissima decorazione con piastrelle figurate in ceramica, ferri battuti e motivi floreali in cemento, tutti su disegno di Bossi
- 1904 Tomba De Benedetti (Cimitero Monumentale di Milano, reparto israelitico 2 giardino 102-103) in stile liberty
- 1904 Casa Bossi (Milano, viale Piave 11-13) con decorazioni cementizie con motivi floreali (l'edificio del numero 15 è stato distrutto durante un bombardamento nella seconda Guerra Mondiale)
- 1904-1906 Casa Guazzoni (Milano, via Malpighi 12, angolo via Melzo) in stile liberty con ferri di Alessandro Mazzucotelli, cementi decorativi e affreschi dell'acquarellista Paolo Sala (Milano, 1859-1924)
- 1904-1906 Casa Alessio (Milano, via de Bernardi 1) in stile liberty
- 1905-1907 Casa Centenara (Milano, corso Buenos Aires 66) in stile liberty
- 1906 Padiglione della Pace all'Esposizione Internazionale del Sempione, commissionato dal Cav. Guazzoni
- 1907 Edicola della famiglia Alessio (Cimitero Monumentale di Milano)
- 1910 -1913 Casa fratelli Conti (Milano, corso Magenta 84) in stile neoquattrocento
- 1912 Casa Riotta (Milano, corso Vercelli 38, angolo via Belfiore) in stile eclettico con elementi liberty
- 1912 Edicola famiglia Ercole Mattai del Moro (Cimitero di Somma Lombardo)
- 1912 Milano, complesso in via Goldoni 60, via Ceradini 1-3-5, corso Plebisciti 9 in stile eclettico con elementi liberty
- Edicola ing. Pietro Gadda (Cimitero Monumentale di Milano)
- 1922 Villa Tarchini (Brescia)